# Lijst van spoorwegstations in het Verenigd Koninkrijk - O
Dit is een lijst van spoorwegstations in het Verenigd Koninkrijk waarvan de naam begint met een O.
| Station                 | Code | Graafschap/ County/ City     | District                  | Beheerder                    | Passagiers in/uit 2004-2005 (mln) | Passagiers in/uit 2005-2006 (mln) | Passagiers in/uit 2006-2007 (mln) | Passagiers in/uit 2007-2008 (mln) | Passagiers in/uit 2008-2009 (mln) |
| ----------------------- | ---- | ---------------------------- | ------------------------- | ---------------------------- | --------------------------------- | --------------------------------- | --------------------------------- | --------------------------------- | --------------------------------- |
| Oakengates              | OKN  | Telford and Wrekin           |                           | West Midland Trains          | 0,01                              | 0,012                             | 0,016                             | 0,024                             | 0,033                             |
| Oakham                  | OKM  | Rutland                      |                           | East Midlands Railway        | 0,193                             | 0,189                             | 0,209                             | 0,216                             | 0,226                             |
| Oakleigh Park           | OKL  | Groot-Londen                 | Barnet                    | Govia Thameslink Railway     | 0,601                             | 0,624                             | 0,993                             | 0,993                             | 0,909                             |
| Oban                    | OBN  | Argyll and Bute              |                           | ScotRail                     | 0,114                             | 0,11                              | 0,109                             | 0,109                             | 0,127                             |
| Ockendon                | OCK  | Thurrock                     |                           | c2c                          | 0,481                             | 0,493                             | 0,555                             | 0,618                             | 0,599                             |
| Ockley                  | OLY  | Surrey                       | Mole Valley               | Southern                     | 0,033                             | 0,034                             | 0,035                             | 0,048                             | 0,05                              |
| Old Hill                | OHL  | West Midlands                | Sandwell                  | West Midland Trains          | 0,063                             | 0,073                             | 0,079                             | 0,083                             | 0,166                             |
| Old Roan                | ORN  | Merseyside                   | Sefton                    | Merseyrail                   | 0,261                             | 0,285                             | 0,306                             | 0,337                             | 0,918                             |
| Old Street              | OLD  | Groot-Londen                 | Hackney                   | Govia Thameslink Railway     |                                   |                                   | 0,734                             | 0,813                             | 0,828                             |
| Oldfield Park           | OLF  | Bath and North East Somerset |                           | Great Western Railway        | 0,15                              | 0,157                             | 0,177                             | 0,192                             | 0,217                             |
| Oldham Mumps            | OLM  | Greater Manchester           | Oldham                    | Northern Rail                | 0,285                             | 0,263                             | 0,263                             | 0,294                             | 0,387                             |
| Oldham Werneth          | OLW  | Greater Manchester           | Oldham                    | Northern Rail                | 0,039                             | 0,038                             | 0,035                             | 0,038                             | 0,056                             |
| Olton                   | OLT  | West Midlands                | Solihull                  | West Midland Trains          | 0,126                             | 0,124                             | 0,14                              | 0,143                             | 0,351                             |
| Ore                     | ORE  | East Sussex                  | Hastings                  | Southern                     | 0,022                             | 0,023                             | 0,033                             | 0,054                             | 0,089                             |
| Ormskirk                | OMS  | Lancashire                   | West Lancashire           | Merseyrail                   | 0,693                             | 0,716                             | 0,733                             | 0,771                             | 1,027                             |
| Orpington               | ORP  | Groot-Londen                 | Bromley                   | Southeastern                 | 3,655                             | 3,716                             | 5,08                              | 5,314                             | 4,971                             |
| Orrell                  | ORR  | Greater Manchester           | Wigan                     | Northern Rail                | 0,048                             | 0,066                             | 0,065                             | 0,074                             | 0,087                             |
| Orrell Park             | OPK  | Merseyside                   | Liverpool                 | Merseyrail                   | 0,453                             | 0,474                             | 0,469                             | 0,492                             | 1,258                             |
| Otford                  | OTF  | Kent                         | Sevenoaks                 | Southeastern                 | 0,36                              | 0,39                              | 0,403                             | 0,414                             | 0,399                             |
| Oulton Broad North      | OUN  | Suffolk                      | Waveney                   | National Express East Anglia | 0,082                             | 0,074                             | 0,07                              | 0,118                             | 0,119                             |
| Oulton Broad South      | OUS  | Suffolk                      | Waveney                   | National Express East Anglia | 0,012                             | 0,013                             | 0,015                             | 0,018                             | 0,019                             |
| Outwood                 | OUT  | West Yorkshire               | Wakefield                 | Northern Rail                | 0,167                             | 0,187                             | 0,208                             | 0,211                             | 0,301                             |
| Overpool                | OVE  | Cheshire                     | Cheshire West and Chester | Merseyrail                   | 0,058                             | 0,051                             | 0,027                             | 0,034                             | 0,04                              |
| Overton                 | OVR  | Hampshire                    | Basingstoke and Deane     | South West Trains            | 0,087                             | 0,093                             | 0,111                             | 0,129                             | 0,141                             |
| Oxenholme Lake District | OXN  | Cumbria                      | South Lakeland            | Virgin Trains (West Coast)   | 0,26                              | 0,267                             | 0,31                              | 0,333                             | 0,35                              |
| Oxford                  | OXF  | Oxfordshire                  | Oxford                    | Great Western Railway        | 3,956                             | 4,077                             | 4,541                             | 4,713                             | 5,081                             |
| Oxshott                 | OXS  | Surrey                       | Elmbridge                 | South West Trains            | 0,382                             | 0,376                             | 0,396                             | 0,452                             | 0,461                             |
| Oxted                   | OXT  | Surrey                       | Tandridge                 | Southern                     | 1,236                             | 1,268                             | 1,31                              | 1,451                             | 1,43                              |

A · 
B · 
C · 
D · 
E · 
F · 
G · 
H · 
I · 
J · 
K · 
L · 
M · 
N · 
O · 
P · 
Q · 
R · 
S · 
T · 
U · 
V · 
W · 
X · 
Y · 
Z

Alle stations (sorteerbaar)